# حمدي النصر
حمدي النصر سياسي سوري من دمشق فترة العشرينات من القرن الماضي. تنقل بين عدة مناصب الإدارة السورية.كان وزيراً للمالية في حكومة جميل الألشي الأولى، التي تشكلت في 6 أيلول 1920 واستمرت لفترة قصيرة حتى 30 تشرين الثاني من العام نفسه.مدير المالية (1920-1922) بعد حل حكومة الألشي، عُين مديراً للمالية في حكومة حقي العظم التي تشكلت في 1 كانون الأول 1920 واستمرت حتى 28 حزيران 1922، وهي حكومة "دولة دمشق" في ذلك الوقت.مدير المصالح المالية (1925) في عام 1925، عُين رئيساً ثانياً للجنة المركزية لتموين حوران، التي شكلها رئيس الدولة السورية صبحي بركات الخالدي لمواجهة أزمة القحط.